# Villafranca de Córdoba
Villafranca de Córdoba è un comune spagnolo di 3 703 abitanti situato nella comunità autonoma dell'Andalusia.

## Geografia fisica
È situato presso il fiume Guadalquivir, che ne attraversa il territorio.